# Dieter O. A. Wolf
Dieter O. A. Wolf (* 1939; † 5. September 1983) war ein deutscher Politikwissenschaftler und Autor.

## Leben
Wolf erwarb einen Bachelor of Arts und ein postgraduales Diplom in International Relations. 1972 promovierte er an der Universität München. Von 1970 bis 1975 war er freier wissenschaftlicher Mitarbeiter der Stiftung Wissenschaft und Politik. Darüber hinaus lehrte er als Lehrbeauftragter ab 1970 an der Universität München.

## Schriften
- Präsident, Kongress und Aussenpolitik. Die Tonking-Golf-Resolution als Beispiel der exekutiv-legislativen Auseinandersetzungen auf aussenpolitischem Gebiet unter besonderer Berücksichtigung des ius belli. Dissertation. Philosophische Fakultät der Universität München, 1972.
- mit Manfred A. Dauses: Vietnam in der Retrospektive. Präsident, Kongreß und die Frage der War Powers. In: Politische Studien. Orientierung durch Information und Dialog. 25, 1973, S. 631–643.
- Präsidenten-Krieg in Vietnam? Kompetenzen, Entscheidungsverfahren und Verhalten von Präsident und Kongress im Indochinakonflikt. Oldenbourg, München/Wien 1973, ISBN 3-486-47811-7.
- Um die Kriegsvollmacht des amerikanischen Präsidenten. Der War Powers Act vom 7. November 1973. In: Europa-Archiv für Zeitgeschichte und Zeitkritik. 29, 1974, S. 216–222.
- mit Manfred A. Dauses: Die verfassungsrechtliche Problematik der „War Powers“ in den Vereinigten Staaten. In: Politische Vierteljahresschrift. 1974, S. 213–244.
- mit Manfred A. Dauses: Killer im All: Raumwaffen und wie man sie einsetzt. Ein Überblick. In: Zivilverteidigung. Forschung, Technik, Organisation, Strategie. Internationale Fachzeitschrift für Zivil- und Katastrophenschutz. 42, 1978, S. 13–14.
- mit Manfred A. Dauses: Weltraum und Sicherheit. In: Aus Politik und Zeitgeschichte. 28, B14, 1978, S. 3–21.
- mit Günter Walpuski: Der „Militärisch-Industrielle Komplex“. In: Aus Politik und Zeitgeschichte. 28, B14, 1978, S. 23–38.
- mit Manfred A. Dauses: Die Weltraumsatelliten und die politischen Probleme der Gegenwart. In: Universitas. Orientieren! Wissen! Handeln! 33, 1978, S. 1031–1038.
- mit Manfred A. Dauses: Die Kriegsrechte in den Vereinigten Staaten. Analyse der verfassungsrechtlichen und politischen Auseinandersetzung zwischen Präsident und Kongress um die „War Powers“. Duncker und Humblot, Berlin 1979, ISBN 978-3-428-04307-1.
- mit Günter Walpuski: Einführung in die Sicherheitspolitik. Ein Lehr- und Studienbuch. Oldenbourg, München/Wien 1979, ISBN 3-486-48721-3.
- mit Manfred A. Dauses, Hubertus M. Hoose: Gefahr aus dem Weltraum. Politische, militärische, technische und rechtliche Aspekte der Weltraumnutzung. Osang, Bonn 1979, ISBN 978-3-7894-0065-0.
- mit Wolfgang Fechner (Hrsg.): Sicherheit und Frieden. Politik zwischen Verteidigung und Rüstungskonktrolle (= Schriftenreihe der Bundeszentrale für Politische Bildung. 147). Bonn 1979, ISBN 3-921352-50-9.
  - darin: mit Manfred A. Dauses, Hubertus M. Hoose: Gefahr aus dem Weltraum. S. 172–182.
- Das „Recht zum Krieg“ in der amerikanischen Aussen- und Sicherheitspolitik. In: Zeitschrift für Politik 28 (1/1981), S. 50–64.
- mit Manfred A. Dauses, Hubertus M. Hoose: Die Militarisierung des Weltraums. Rüstungswettlauf in der vierten Dimension. Bernard und Graefe, Koblenz 1983, ISBN 978-3-7637-5338-3.